# San Agustín de Ulúa
San Agustín de Ulúa är en ort i Mexiko.   Den ligger i kommunen Francisco I. Madero och delstaten Coahuila, i den centrala delen av landet, 800 km nordväst om huvudstaden Mexico City. San Agustín de Ulúa ligger 1 108 meter över havet och antalet invånare är 396.
Terrängen runt San Agustín de Ulúa är mycket platt. Runt San Agustín de Ulúa är det glesbefolkat, med 9 invånare per kvadratkilometer. Närmaste större samhälle är San Antonio del Coyote, 13,9 km sydväst om San Agustín de Ulúa. Trakten runt San Agustín de Ulúa består till största delen av jordbruksmark.